# Harmonikus függvény

Egy körgyűrűn definiált harmonikus függvény

A komplex analízisben, az elméleti fizikában és a sztochasztikus folyamatok elméletében egy harmonikus függvény kétszer folytonosan differenciálható U → R függvény, ahol U az Rn nyílt halmaza, ami eleget tesz az
{\displaystyle {\frac {\partial ^{2}f}{\partial x_{1}^{2}}}+{\frac {\partial ^{2}f}{\partial x_{2}^{2}}}+\cdots +{\frac {\partial ^{2}f}{\partial x_{n}^{2}}}=0}
Laplace-egyenletnek a teljes U halmazon. Ezt úgy is írják, mint
{\displaystyle \nabla ^{2}f=0}
vagy
{\displaystyle \textstyle \Delta f=0}

## Az elnevezés eredete
A harmonikus elnevezést a függvények egy kifeszített húr egy pontjának mozgása alapján kapták, mivel a pont harmonikus mozgást végez. Ennek a differenciálegyenletének megoldásában szinuszok és koszinuszok szerepelnek, amely függvényekre a harmonikus szóval is utalnak. A Fourier-analízis lehetővé teszi, hogy ezeket a periodikus függvényeket kiterjesszék körre, ezeknek a függvényeknek harmonikus soraként. Magasabb dimenziós harmonikusokat tekintve eljutunk a szférikus harmonikus függvényekhez. Ezek eleget tesznek a Laplace-differenciálegyenletnek, emiatt a differenciálegyenlet megoldásain rajta maradt a harmonikus elnevezés.

## Példák
Kétváltozós harmonikus függvények:
- A holomorf függvények valós, illetve képzetes részei
- Az {\displaystyle \,\!f(x,y)=e^{x}\sin y} függvény; valójában ez is a fenti ponthoz tartozik, hiszen {\displaystyle f(x,y)=\operatorname {Im} (e^{x+iy})}, és  {\displaystyle e^{x+iy}} holomorf.
- Az {\displaystyle \,\!f(x_{1},x_{2})=\ln(x_{1}^{2}+x_{2}^{2})} függvény, definiálva az  {\displaystyle \mathbb {R} ^{2}\setminus \lbrace 0\rbrace } halmazon.

Háromváltozós harmonikus függvények; a táblázatban {\displaystyle r^{2}=x^{2}+y^{2}+z^{2}}:
| Függvény                                   | Szingularitás                                                      |
| ------------------------------------------ | ------------------------------------------------------------------ |
| {\displaystyle {\frac {1}{r}}}             | Egységnyi ponttöltés az origóban                                   |
| {\displaystyle {\frac {x}{r^{3}}}}         | x irányú dipólus az origóban                                       |
| {\displaystyle -\ln(r^{2}-z^{2})\,}        | Egységnyi töltéssűrűség a teljes z tengely mentén                  |
| {\displaystyle -\ln(r+z)\,}                | Egységnyi töltéssűrűség a z tengely negatív félegyenese mentén     |
| {\displaystyle {\frac {x}{r^{2}-z^{2}}}\,} | x irányú dipólusok egyenese a teljes z tengely mentén              |
| {\displaystyle {\frac {x}{r(r+z)}}\,}      | x irányú dipólusok egyenese a z tengely negatív félegyenese mentén |
A fizikában előforduló harmonikus függvényeket szingularitásaik és peremfeltételük határozzák meg, mint Dirichlet-peremfeltétel vagy Neumann-peremfeltétel. Ha nincs határ, akkor a szingularitások nem határozzák meg a harmonikus függvényt, mert hozzáadható valós vagy képzetes rész. A fizikában azzal teszik egyértelművé a megoldást, hogy a végtelenbe tartva a függvény tartson a nullához. Ekkor az egyértelműséget Liouville tétele biztosítja.
A harmonikus függvények szingularitásainak jellemzése is a fizikából ered, mégpedig elektrostatikai kifejezéseket használ, mivel a megadott harmonikus függvény arányos lesz az elektrostatikai potenciállal. A
A harmonikus függvényekből további harmonikus függvények kaphatók forgatással, konstanssal való szorzással vagy konstans hozzáadásával. Az inverzió eredménye szintén harmonikus függvény, aminek szingularitásai az eredeti függvény szingularitásainak inverzióban kapott képei. Két harmonikus függvény képe szintén harmonikus lesz.
Harmonikusak továbbá a következők:
- Konstans. lineáris és affin függvények a teljes Rn-en. Ilyen például a feszültség egy kondenzátor lemezei között, vagy egy lemez gravitációs potenciálja.
- Az {\displaystyle \,\!f(x_{1},\dots ,x_{n})=({x_{1}}^{2}+\cdots +{x_{n}}^{2})^{1-n/2}} függvény az {\displaystyle \mathbb {R} ^{n}\setminus \lbrace 0\rbrace } halmazon.

## Tulajdonságok
Egy adott nyílt halmazon harmonikus függvények vektorteret alkotnak a valós számok fölött. Egy adott nyílt halmazon harmonikus függvények a Δ Laplace-operátor magját alkotják.
Ha f harmonikus egy nyílt U halmazon, akkor parciális deriváltjai is harmonikusak U-n. Ezeken a függvényeken a Laplace-operátor felcserélhető a parciális differenciállal.
A harmonikus függvények több szempontból is a holomorf függvények valós analogonjai. Analitikusak, azaz lokálisan hatványsorba fejthetők, és elő is állnak hatványsorukból. Ez általában teljesül az elliptikus operátorokra, amelyeknek a Laplace-operátor egy példája.
Harmonikus függvények egyenletesen konvergens sorozatának határértéke szintén harmonikus. Ez azért van így, mert ha egy függvény teljesíti a középértéktételt, akkor harmonikus. Ez azonban nem teljesül a függvények deriváltjaira. Erre példa a (−∞, 0) × R halmazon definiált {\displaystyle \scriptstyle f_{n}(x,y)={\frac {1}{n}}\exp(nx)\cos(ny)} sorozat. Ez harmonikus, és egyenletesen tart a nullához, de parciális deriváltjai nem. Ezért kell a középértéktételre hivatkozni.

## Kapcsolat a holomorf függvényekkel
A holomorf függvények valós és képzetes része harmonikus R'2-ben. Az ilyen párokat konjugált harmonikus függvényeknek nevezzük. Valójában minden harmonikus függvény ilyen. Ugyanis, ha u harmonikus függvény R2 egy Ω halmazán, akkor van egy Ω halmazon holomorf függvény, aminek valós része u, hiszen ha z = x + iy, akkor g(z) := ux − i uy holomorf, mert eleget tesz a Cauchy–Riemann-differenciálegyenleteknek. Ekkor a  g  függvénynek lokálisan van primitív f függvénye, ami konstans erejéig éppen u.
Habár a fenti megfeleltetésben csak kétváltozós harmonikus függvények szerepelhetnek, a többi harmonikus függvény is a holomorf függvényekhez hasonló tulajdonságokkal bír. (Valós) analitikusak, érvényes rájuk a maximumelv és a középértéktétel, továbbá a szingularitások eltávolítása és a Liouville-tétel analógja is teljesül.  

## További tulajdonságok
A Laplace-egyenletből további tulajdonságok is levezethetők.
A regularitási tétel miatt akárhányszor differenciálhatók.

### Maximumelv
A maximumelv szerint: Ha u harmonikus az U nyílt halmazon, K pedig kompakt részhalmaza U-nak, akkor K-ban maximumát és minimumát a határon éri el. Ha K összefüggő, akkor u-nak nincsenek lokális minimumai és maximumai, kivéve ha u konstans. A szubharmonikus függvényekre is teljesül a maximumelv.

### Középértéktétel
Ha  B(x, r) golyó, aminek középpontja x és sugara r, és teljesen benne van egy  Ω ⊂ Rn nyílt halmazban, akkor bármely, az Ω halmazon harmonikus függvény értéke x-ben megegyezik a gömb felszínén felvett értékek középértékével. Azaz, ha u ilyen, akkor
{\displaystyle u(x)={\frac {1}{n\omega _{n}r^{n-1}}}\int _{\partial B(x,r)}u\,d\sigma ={\frac {1}{\omega _{n}r^{n}}}\int _{B(x,r)}u\,dV}
ahol ωn az egységgömb felszíne n dimenzióban, és σ az n-1 dimenziós felszín mértéke.
Megfordítva, a lokálisan integrálható függvények, amelyekre teljesül a középértéktétel, harmonikusak és akárhányszor differenciálhatók.
Ha 
{\displaystyle \chi _{r}:={\frac {1}{|B(0,r)|}}\chi _{B(0,r)}={\frac {n}{\omega _{n}r^{n}}}\chi _{B(0,r)}}
az origó körüli r sugarú gömb karakterisztikus függvénye normalizálva úgy, hogy {\displaystyle \scriptstyle \int _{\mathbf {R} ^{n}}\chi _{r}\,dx=1}, és u függvény az Ω halmazon, akkor u harmonikus akkor és csak akkor, ha 
{\displaystyle u(x)=u*\chi _{r}(x)\;}
feltéve, hogy B(x, r) ⊂ Ω.

### Liouville tétele
Ha u a teljes Rn-en harmonikus függvény, és alulról vagy felülről korlátos, akkor konstans. Hasonló teljesül holomorf függvényekre, lásd Liouville-tétel (komplex analízis).
Edward Nelson egyszerű bizonyítást adott a középértéktétel felhasználásával, egymást átfedő golyók segítségével. Mivel akármennyire átfedhetnek, középértékeik is akármilyen közel eshetnek egymáshoz, így ha u alulról vagy felülről korlátos, akkor a függvény értéke mindenütt ugyanannyi.

### Harnack-egyenlőtlenség
Legyen Ω harmonikus függvény a korlátos Ω halmazon! Ekkor minden 
{\displaystyle V\subset {\overline {V}}\subset \Omega ,}
összefüggő halmazon teljesül a Harnack-egyenlőtlenség:
{\displaystyle \sup _{V}u\leq C\inf _{V}u}
egy csak V-től és Ω-tól függő C konstanssal.

### Szingularitások megszüntetése
Ha u harmonikus függvény Rn  {\displaystyle \scriptstyle \Omega \,\setminus \,\{x_{0}\}} pontozott nyílt részhalmazán, és kevésbé szinguláris x0-ban, mint a fundamentális megoldás, akkor
{\displaystyle u(x)=o\left(\vert x-x_{0}\vert ^{2-n}\right),\qquad {\text{ha }}x\to x_{0},}
akkor u kiterjeszthető a teljes  Ω halmazra úgy, hogy harmonikus maradjon. Holomorf függvényekre hasonló teljesül a Riemann-tétellel.

## Általánosításai

### Poliharmonikus függvények
A poliharmonikus függvények 2m-szer folytonosan differenciálható függvények, amelyek f-be helyettesítve megoldják a
{\displaystyle {\Delta }^{m}f=0}
differenciálegyenletet. Az m=2 esetben biharmonikus függvényeknek nevezzük őket, ekkor a differenciálegyenlet az elasztikus lemezekkel kapcsolatban kerülnek elő. 

### Gyengén harmonikus függvények
Egy függvény, vagy disztribúció gyengén harmonikus, ha a Laplace-egyenlet gyenge megoldása. Ez nem jelent széles körű általánosítást, mivel majdnem mindenütt megegyezik egy erős értelemben vett harmonikus függvénnyel, és szakaszosan sima. Hasonló tudható a disztribúciókról is, mivel a gyenge értelemben vett disztribúció egy harmonikus függvényhez rendelt disztribúció. Ez  Weyl lemmája.
Más értelemben a Laplace-egyenlet általánosításainak megoldásait nevezik gyengén harmonikusnak. Ilyen a  Dirichlet-elv, ami a harmonikus függvényeket a H1(Ω) Szoboljev-térben a
{\displaystyle J(u):=\int _{\Omega }|\nabla u|^{2}\,dx}
Dirichlet-energiát minimalizáló függvényeket tekinti, tekintettel a helyi változásokra. Ezekre teljesül, hogy J(u) ≤ J(u + v) minden {\displaystyle v\in C_{c}^{\infty }(\Omega ),} vagy ekvivalensen, {\displaystyle v\in H_{0}^{1}(\Omega )} függvényre.

### Harmonikus függvények sokaságokon
A Laplace-operátor helyett a Laplace–Beltrami operátorral sokaságokon is definiálhatók harmonikus függvények Az operátort szintén Δ-val jelölve
{\displaystyle \ \Delta f=0.}
A tulajdonságok közül több is egyszerűen bizonyítható az elliptikus differenciálegyenlet alapján, mint a maximumelv és a Harnack-egyenlőtlenség. A középértéktétel bizonyítása a geodetikus gömbökre nem ilyen egyszerű, de működik. 

### Szubharmonikus függvények
Ha f kétszer differenciálható függvény, és  Δf ≥ 0, akkor f szubharmonikus. Ezzel a feltétellel a maximumelv megmarad, de a harmonikus függvények többi tulajdonsága nem garantált. A szubharmonikus nevet az indokolja, hogy az értelmezési tartomány belsejében levő akármelyik gömbben kisebb értékeket vesz fel, mint a gömb határa által meghatározott harmonikus függvény.

### Harmonikus formák
Egy további általánosítás a Riemann-sokaságok harmonikus formái. Ezek tanulmányozása elvezet a kohomológiához. Definiálhatók vektor értékű harmonikus függvények, és Riemann-sokaság harmonikus leképezései is egy másik Riemann-sokaságra. Ezek egy általánosított Dirichlet-funkcionál kritikus pontjai, amelyek a Dirichlet-elv miatt a harmonikus függvényeket is magukba foglalják. Ez a fajta harmonikus leképezés a minimálfelületek elméletében is megjelenik. Például egy görbe a valós számok leképezése a sokaságra. Ha ez a leképezés harmonikus, akkor a görbe geodetikus vonal lesz.

### Sokaságok harmonikus leképezései
Ha M és N Riemann-sokaságok, akkor az  u : M → N harmonikus leképezés a 
{\displaystyle D[u]={\frac {1}{2}}\int _{M}\|du\|^{2}\,d\operatorname {Vol} }
Dirichlet-energia kritikus pontja, ahol du : TM → TN az u differenciálja, és a norma az M és az N metrikája által indukált norma tenzorszorzata, T*M ⊗ u−1 TN.
Ennek speciális esetei a minimálfelületek, amelyek egy felület harmonikus immerziói a három dimenziós euklideszi térbe. Általánosabban, a minimális részsokaságok az egyik sokaság immerziói egy másikba. A harmonikus koordináták harmonikus diffeomorfizmusok egy sokaságból az azonos dimenziójú euklideszi tér egy nyílt részhalmazába.

## Fordítás
Ez a szócikk részben vagy egészben  a   Harmonic function című angol Wikipédia-szócikk fordításán alapul.  Az eredeti cikk szerkesztőit annak laptörténete sorolja fel. Ez a jelzés csupán a megfogalmazás eredetét és a szerzői jogokat jelzi, nem szolgál a cikkben szereplő információk forrásmegjelöléseként.